# Neo-Geo
Neo-Geo — игровая система, созданная японской компанией SNK в 1990 году. Это была первая система в семействе Neo Geo среди игровых платформ четвёртого поколения, которая продавалась как первая 24-битная; несмотря на это, ЦП технически базировался на 16/32-битном процессоре Motorola 68000 (12 МГц) (или его клонах) с 8-битным Z80 (4 МГц), а его набор микросхем графического процессора имел 24-битную шину графических данных. Данные характеристики предлагали пользователям довольно качественную 2D-графику и высококачественное звуковое сопровождение. Для создания звуковых эффектов опционально мог использоваться 15-канальный звуковой чип Yamaha YM2610, который использовался как звуковой сопроцессор.
Первоначально Neo-Geo была выпущена как система для игровых автоматов MVS (Multi Video System). MVS предлагал владельцам возможность устанавливать до 6 ROM-картриджей одновременно в одной приставке, что было уникальной функцией, которая также являлась главным экономическим плюсом для владельцев с ограниченной площадью, а также экономила деньги в долгосрочной перспективе. Поскольку игры хранятся на автономных картриджах, игровой автомат можно было переделать под другую игру, заменив ROM-картридж и дизайн корпуса автомата. Также выпускалась версия в виде домашней консоли AES (Advanced Entertainment System). У AES были те же исходные характеристики, что и у MVS, и была полная совместимость, что позволяло домашним пользователям играть в те же игры, что и на игровых автоматах.
Приставка появилась в широкой продаже на год позже (в 1991) и не имела такой популярности, как игровой автомат, из-за её высокой стоимости для конечного пользователя. Одна консоль «Neo Geo AES» стоила в базовой комплектации (так называемая «Silver Version») 399 долларов США, что превосходило по цене приставки конкурентов Sega Mega Drive и Super Nintendo вместе взятые.
Ещё позже (в 1994 году) была выпущена версия приставки с CD-дисководом («Neo Geo CD»), которая также не стала популярной; несмотря на это, Neo Geo был возрождён вместе с брендом в целом в декабре 2012 года благодаря выпуску портативной и домашней системы Neo Geo X.
На момент выпуска Neo Geo была очень мощной системой, более мощной, чем любые игровые консоли того времени и многие аркадные системы, несмотря на конкуренцию с CPS от Capcom, которая не превзошла её до CP System II в 1993 году.
Neo Geo MVS пользовался успехом в 1990-х годах благодаря низкой стоимости корпуса, множеству слотов для картриджей и компактным размерам. Для платформы было выпущено несколько успешных серий видеоигр, таких как Fatal Fury, Art of Fighting, Samurai Shodown, The King of Fighters, Breaker’s и Metal Slug.
Производство оборудования Neo Geo длилось семь лет и было прекращено в 1997 году, тогда как производство игрового программного обеспечения продолжалось до 2004 года, что сделало Neo Geo самой долго поддерживаемой аркадной системой всех времён. На смену консоли AES пришла Neo Geo CD, а аркада MVS — Hyper Neo Geo 64. По состоянию на март 1997 года по всему миру было продано 980 тысяч Neo Geo и Neo Geo CD вместе взятых.